# Eparchia pińska i łuniniecka

Eparchia pińska i łuniniecka na tle podziału administracyjnego Egzarchatu Białoruskiego

Eparchia pińska i łuniniecka – jedna z eparchii Egzarchatu Białoruskiego Patriarchatu Moskiewskiego. Obejmuje część rejonów obwodu brzeskiego. 
Eparchia nawiązuje do tradycji eparchii turowsko-pińskiej, powstałej w XI w. i działającej do unii brzeskiej, gdy przeszła w jurysdykcję Kościoła unickiego. Reaktywowana na początku XX wieku, w dwudziestoleciu międzywojennym funkcjonowała jako diecezja pińsko-poleska PAKP. W obecnym kształcie erygowana w 1989.
W strukturach eparchii działa 186 parafii dysponujących 193 obiektami sakralnymi, obsługiwanych przez 166 kapłanów. Administraturze podlega również żeński monaster św. Barbary w Pińsku.

## Biskupi
- Daniel (Juźwiuk), 1945–1950[3]
- Paisjusz (Obrazcow), 1950–1952[3]
- Konstantyn (Chomicz), 1989–1990[4]
- Stefan (Korzun), 1990-2022[5].

## Dekanaty
- baranowicki (27 parafii)
- hancewicki (9 parafii)
- iwacewicki (25 parafii)
- janowski (20 parafii)
- lachowicki (7 parafii)
- łuniniecki (17 parafii)
- piński (45 parafii)
- stoliński (41 parafii)[2]